# Pseudophyllodromia laticeps
Pseudophyllodromia laticeps är en kackerlacksart som först beskrevs av Walker, F. 1869.  Pseudophyllodromia laticeps ingår i släktet Pseudophyllodromia och familjen småkackerlackor. Inga underarter finns listade i Catalogue of Life.